# Friedhelm Rentrop
Friedhelm Rentrop (* 14. Februar 1929 in Köln-Deutz; † 26. Januar 2015 in Bonn-Bad Godesberg) war ein deutscher Politiker (FDP).

## Beruf und Leben
Rentrop war der erste Sohn des Wirtschaftsprüfers Siegfried Rentrop (1899–1972) und seiner Frau Elsa, geborene Eckel (1907–1993), die sich als Schriftstellerin einen Namen machte. Aufgewachsen in Köln, Gmunden am Traunsee/Österreich, und Bonn-Bad Godesberg, machte er sein Abitur am Aloisiuskolleg. Er absolvierte eine Lehre zum Maschinenbauer und studierte Volks- und Betriebswirtschaftslehre. Er war seit 1955 selbständig in eigener Praxis als Steuerberater und Wirtschaftsprüfer tätig.
Rentrop hatte fünf Kinder. Sein ältester Sohn ist der Verleger, Autor und Investor Norman Rentrop.

## Abgeordneter
Von 1980 bis 1983 war Rentrop Mitglied des Deutschen Bundestages, zuletzt als Vorsitzender des Finanzausschusses.
Er gilt mit Reinhold Kreile (CSU) als Vater der Grunderwerbsteuer-Reform, die den damaligen Satz von 7 % auf 2 % senkte und durch Vereinfachung und Abschaffung zahlreicher Ausnahmetatbestände der Staatskasse deutliche Mehreinnahmen erbrachte.
Friedhelm Rentrop erhob 1983 gemeinsam mit drei weiteren Bundestagsabgeordneten Klage gegen den Bundespräsidenten vor dem Bundesverfassungsgericht. Rentrop hatte mit der Mehrheit des Deutschen Bundestages den Haushalt der Regierung des Bundeskanzlers Helmut Kohl genehmigt, weigerte sich aber, das als unvereinbar mit seinem Gewissen am nächsten Tag von Kohl angestrengte Misstrauensvotum zu unterstützen. Als der Bundespräsident wie von Kohl beabsichtigt die Auflösung des Deutschen Bundestages verfügte und Neuwahlen vor Ablauf der Legislaturperiode ausschrieb, erhob Rentrop mit den Abgeordneten Karl Hofmann, ehemals SPD, Hansheinrich Schmidt, FDP, und Karl-Hans Lagershausen, CDU, Klage. Die Klage wurde mit 6 zu 2 Stimmen abgewiesen.

## Gesellschaftliches Engagement
Über 25 Jahre war Rentrop Mitglied im Vorstand des Verbandes der steuerberatenden Berufe Köln.
Er war lange Präsident und später Ehrenpräsident der Deutsch-Koreanischen Gesellschaft. Von 1972 bis 1976 war er Vorsitzender des Wassersportvereins Godesberg, von 1977 bis 1980 Schatzmeister des Deutschen Ruderverbandes. Ferner war er Vorsitzender des Aufsichtsrates der Stiftung KinderHerz Deutschland.

## Leben nach der Politik
Rentrop nahm wieder seine Tätigkeit als selbständiger Steuerberater und Wirtschaftsprüfer auf und engagierte sich in zahlreichen gemeinnützigen Einrichtungen. Für die Leffers AG bereitete er als Vorsitzender des Aufsichtsrats die Börseneinführung vor. Von 1981 bis 1996 war Rentrop Mitglied des Verwaltungsrates der DSL Bank, seit 1989 Vorstandsmitglied der DSL-Holding AG und von 1993 bis 1996 deren Vorstandssprecher.